# Isao Kimura

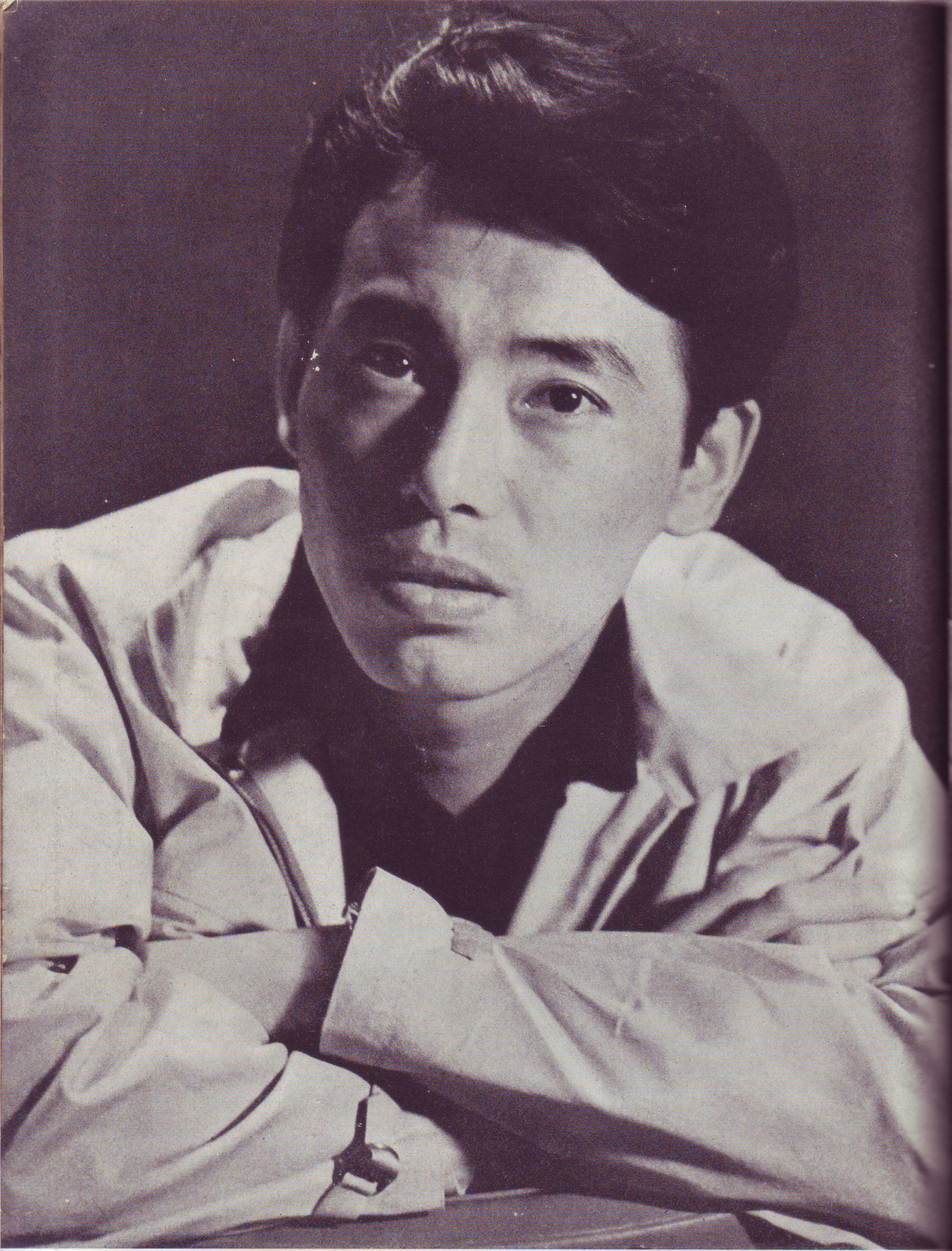
Isao Kimura (1954)

Isao Kimura (jap. 木村 功, Kimura Isao; * 22. Juni 1923 in Hiroshima; † 4. Juli 1981 in Tokio) war ein japanischer Schauspieler.

## Leben und Karriere
Insgesamt absolvierte Isao Kimura zwischen 1947 und 1980 über 70 Film- und Fernsehauftritte in Japan, bekannt machten ihn international jedoch vor allem seine Rollen in den Filmen von Akira Kurosawa. Unter Regie von Kurosawa spielte zunächst den kriegsverwundeten Kriminellen Yusa in Ein streunender Hund (1949). Fünf Jahre später verkörperte Kimura in Kurosawas Filmklassiker Die sieben Samurai (1954) seine wohl bekannteste Rolle – obwohl er beim Drehzeitpunkt schon 30 Jahre alt war – als der jugendliche und unerfahrene Samurai Katsushiro. Seine letzte Rolle für Kurosawa spielte er 1963 mit Zwischen Himmel und Hölle. Kimura besaß zeitweise ein eigenes Theater, das allerdings in die Insolvenz gehen musste. Obwohl er nicht dazu gezwungen war, zahlte Kumura alle seine Schulden durch weitere Schauspielauftritte in Film, Fernsehen und Theater zurück.
Isao Kimura verstarb 1981 im Alter von 58 Jahren an Speiseröhrenkrebs.

## Filmografie (Auswahl)
- 1947: Die Liebe der Schauspielerin Sumako (Joyū Sumako no Koi)
- 1949: Ein streunender Hund (Nora Inu)
- 1952: Einmal wirklich leben (Ikiru)
- 1954: Die sieben Samurai (Shichinin no Samurai)
- 1958: Das Schloss im Spinnwebwald (Kumonosu-jō)
- 1958: Iwashigumo
- 1963: Bushido – Sie lieben und sie töten (Bushidō Zankoku Monogatari)
- 1963: Zwischen Himmel und Hölle (Tengoku to Jigoku)
- 1964: Ansatsu
- 1966: Tange Sazen: Hien Iaigiri
- 1971: Eingestandene Theorie der Schauspielerin (Kokuhakuteki joyûron)
- 1974: Okami – Blutiger Schnee (Kozure Ōkami: Jigoku e Iku zo! Daigorō)
- 1978: Yokomizo-Seishi-Series (Fernseh-Miniserie, vier Folgen)